# 红果榆
红果榆（学名：Ulmus szechuanica）为榆科榆属的植物，为中国的特有植物。分布于中国大陆的江西、安徽、浙江、四川、江苏等地，多生长于溪涧旁酸性土、平原、低丘及微酸性土之阔叶林中，目前尚未由人工引种栽培。

## 别名
明陵榆（南林学报）